# ガランティス

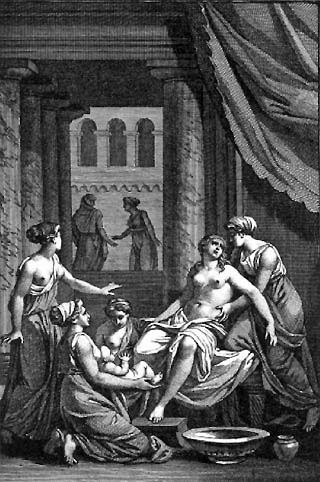
ヘーラクレースを出産するアルクメーネー。

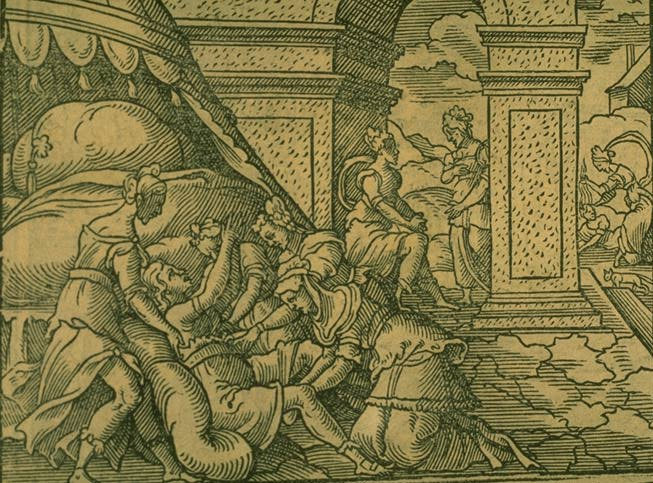
同上。

ガランティス（古希: Γαλανθίς, Galanthis）、あるいはガリンティアース（古希: Γαλινθιάς, Galinthiās）は、ギリシア神話の女性である。
テーバイの人プロイトスの娘で、ヘーラクレースの母アルクメーネーに仕えた忠実な侍女、あるいは友人で、アルクメーネーの出産を助けるために女神をだましたといわれる。

## 神話
オウィディウスによると、アルクメーネーがヘーラクレースを出産するさい、出産の女神エイレイテュイアはヘーラーに命じられ、テーバイにやって来てアルクメーネーの出産を妨げた。このためアルクメーネーは長い間陣痛に苦しまなければならなかった。このときガランティスは祭壇に座して手の指を組み、出産を妨げているエイレイテュイアの姿を見つけたので、機転を利かせてアルクメーネーが出産したと叫んだ。するとエイレイテュイアは驚いて指を解いたので、アルクメーネーは無事に出産することができた。しかしガランティスはだまされたエイレイテュイアを笑ってしまったので、エイレイテュイアは怒って、ガランティスを奇妙な出産をする（と考えられていた）イタチに変えてしまったが、その後もガランティスはアルクメーネーのもとに通ったという。
一説にガランティスがだましたのはエイレイテュイアとモイラたちで、このためガランティスはモイラたちによって狡猾で、奇妙な交尾と出産をするイタチに変えられた。ヘカテーは憐れんでイタチを侍女とし、ヘーラクレースは成長したときにガランティスに感謝し、館のそばに像を建てて供犠した。そこでテーバイ人はヘーラクレースの祭りの前にはいつも最初にガランティスに供犠をしたという。
なおパウサニアースによれば、女神をだましたのは予言者テイレシアースの娘ヒストリスであったという。